# Miyavi
Takamasa Ishihara, mer känd som MIYAVI (tidigare 雅-MIYAVI-), född 14 september 1981 i Osaka, är en japansk visual kei-artist. Miyavi var tidigare medlem i gruppen Dué le quartz, där han spelade gitarr under namnet Miyabi. Hans produktioner varierar mellan ett mycket stort antal typer av musik, bl.a. jazz, rock, pop, funk, electro, hiphop och spansk musik.
Miyavi hade kontrakt hos PS Company precis som flera andra japanska rockband, till exempel The Gazette, Alice Nine, Kagrra, och Kra. Numera har han ett eget bolag vid namn J-Glam, Japanese Glamorous.
Sedan en tid tillbaka spelar Miyavi med bandet Kavki Boiz. Han beskriver dem som en grupp med självständiga artister. Alla spelar något slags huvudinstrument, men de kan, och har, även spelat andra instrument under konserter.
Han spelar även sedan maj 2007 i bandet S.K.I.N, tillsammans med Yoshiki, Gackt och Sugizo.
Den 1 juli 2008 spelade Miyavi för första gången i Sverige. Konserten hölls på Tyrol i Stockholm. Biljetterna till konserten sålde slut på bara några timmar.
Miyavi skulle egentligen haft en spelning på Stockholm Japan expo i maj 2009 men festivalen blev inställd. Miyavi blev besviken över det och klämde därför in en extra konsert i Sverige under sin turné "Neo Tokyo Samurai Black World Tour 2009" som ägde rum den 24 september 2009.
Miyavi är gift med en japansk popstjärna som heter Melody och paret fick dottern Airi (Lovelie) Ishihara Miyavi den 29 juli 2009. Den 21 oktober 2010 föddes deras andra dotter Jewelie Aoi Ishihara. Sedan Miyavi blev far har han dragit ner kraftigt på sin visuella stil. Paret är bosatta i Los Angeles (Kalifornien) sedan 2016.

## Diskografi
- 2002 - Gagaku
- 2003 - Galyuu
- 2005 - Miyavizm
- 2006 - MYV-Pops
- 2006 - Miyaviuta-dokusou
- 2007 - 7 Samurai Sessions -We're Kavki Boiz-
- 2008 - This Iz The Japanese Kabuki Rock
- 2008 - [Room No. 382] Remixed by TeddyLoid"
- 2010 - WHAT'S MY NAME?
- 2011 - LIVE IN LONDON
- 2012 - SAMURAI SESSOIONS vol.1
- 2013 - MIYAVI
- 2015 - The Others
- 2016 - Fire Bird
- 2017 - Samurai Sessions, Vol. 2
- 2018 - Samurai Sessions, Vol. 3: Worlds Collide
- 2019 - No Sleep Till Tokyo
- 2020 - Holy Nights
- 2021 - Imaginary
- 2024 - Lost in love, Found in pain